# Karin Bergöö Larsson

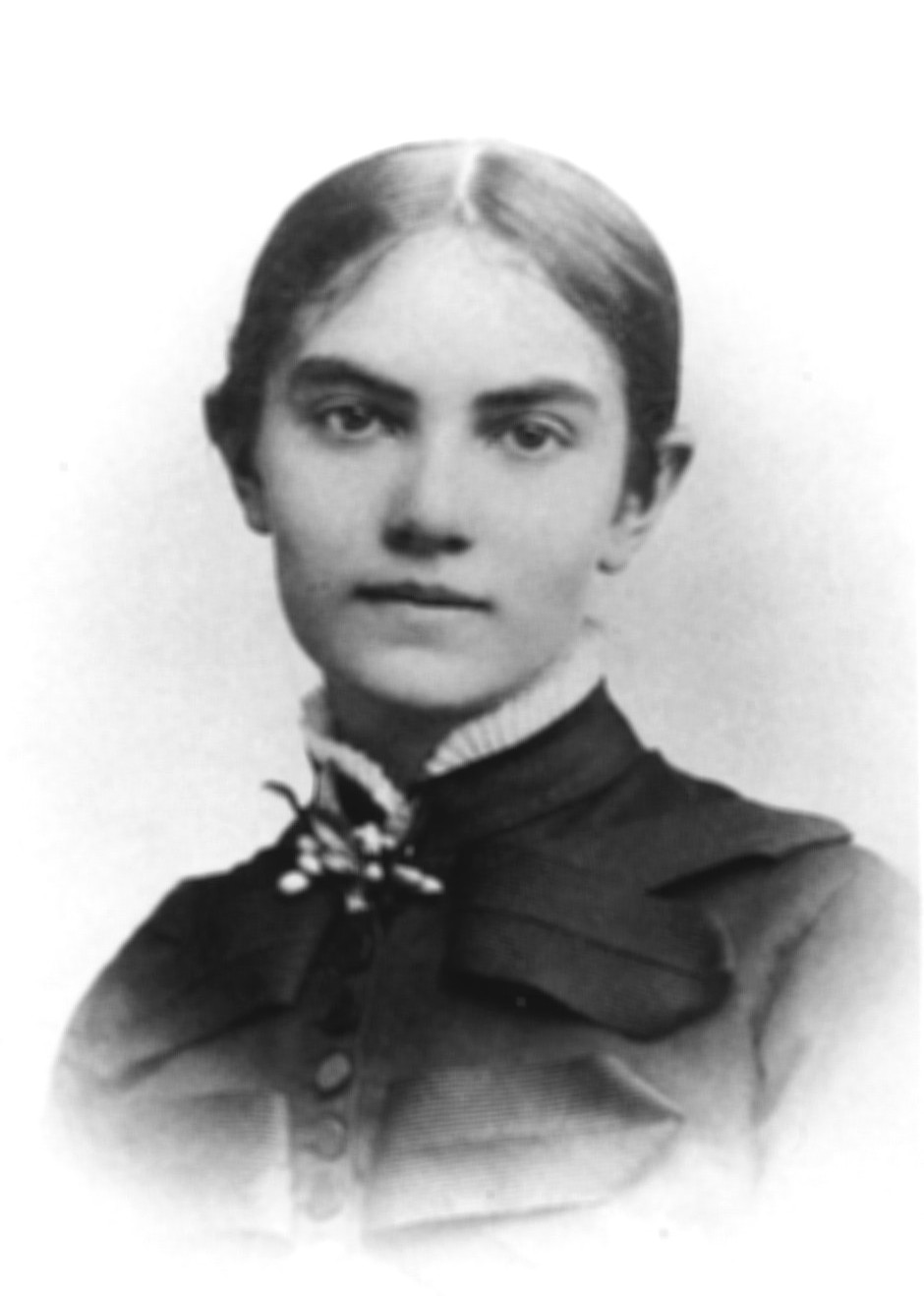
Karin Bergöö Larsson, fotografiada hacia 1882.

Karin Larsson, apellido de soltera Bergöö, (3 de octubre de 1859 – 18 de febrero de 1928) fue una artista y diseñadora sueca que colaboró con su esposo, el artista Carl Larsson, y a menudo fue modelo de sus pinturas.

## Juventud y comienzos

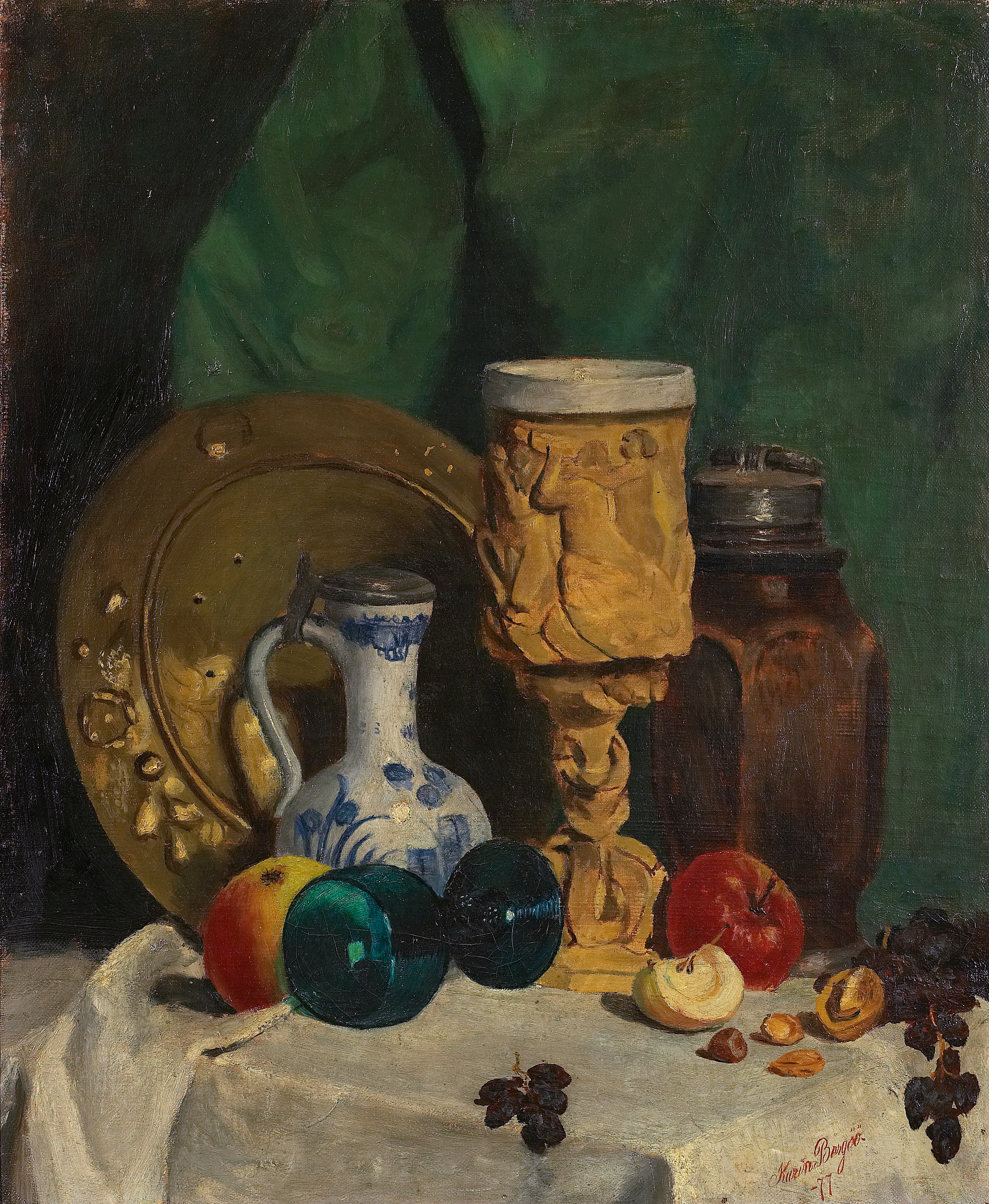
Naturaleza muerta con frutas y jarra, 1877 pintura de Karin Bergöö

Karin Bergöö nació en Örebro y se crió en Hallsberg, donde su padre, Adolf Bergöö, era un comerciante exitoso. Su hermana más joven, Stina, se casó con el geólogo inglés Francis Arthur Bather. Desde su infancia Karin mostró su talento artístico, y luego de concurrir a la Franska Skolan Ecole Francaise en Estocolmo estudió en la Slöjdskolan (Escuela de Artesanías; actualmente Konstfack) y desde 1877 hasta 1882 en la Real Academia Sueca de Bellas Artes. Tras completar sus estudios allí, se mudó a Grez-sur-Loing, en las afueras de París, donde había una colonia de artistas escandinavos, para continuar pintando.

## Vida junto a Carl Larsson

Karin desarrolló su variada creatividad diseñando artículos para su hogar.

En la colonia francesa de artistas suecos instalada en Grez-sur-Loing conoció a Carl Larsson con quien viajaría a Estocolmo en 1883 para contraer matrimonio, regresando a Francia, donde nace su primera hija, Suzanne, en 1884 (maternidad que se recoge en un de los retratos que Larsson hizo de su esposa. Aunque en 1885 vuelven a Suecia, en 1888 los Larsson viajaron a París donde Pontus Fürstenberg quería un cuadro de grandes proporciones pintado por Carl para agregar a su colección. Habiendo dejado a sus dos primeros hijos al cuidado de los padres de Karin en Hallsberg, regresaron a Suecia donde el padre de Karin les ofrece la casa de campo familiar de los Bergöös: Lilla Hyttnäs, una stuga (casa de campo) en Sundborn, a las afueras de Falun, donde había nacido su padre. Allí nacería el resto de sus hijos.

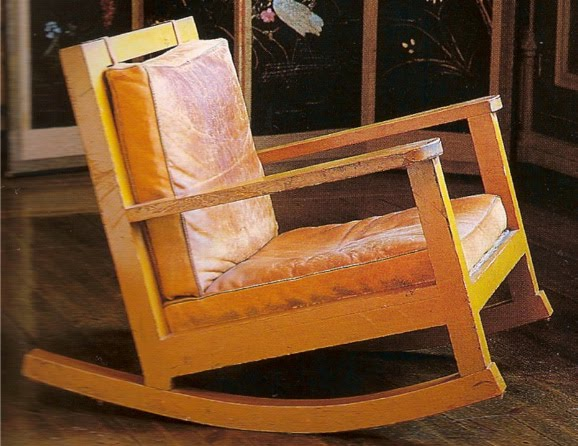
Sillón hamaca diseñado por Karin Larsson.

Karin era la caja de resonancia y crítica de la obra de Carl, además de ser su principal modelo. Con sus hijos y una gran casa que administrar, canalizó sus propios impulsos artísticos diseñando artículos para su hogar. Karin diseña e hila gran cantidad de textiles y bordados para su casa, y diseña ropa para ella y sus hijos, además de muebles que elabora el carpintero del pueblo. Por ejemplo, el delantal que usa ella misma y las otras mujeres que trabajan en Sundborn, denominado karinförkläde en sueco, es un diseño suyo. El estilo con el cual decora y amuebla su casa se muestra en las pinturas de Carl, creando un estilo sueco moderno: "En marcado contraste con el estilo de la época de pesados muebles oscuros, sus interiores luminosos incorporan una mezcla de diseño folclórico sueco con influencias fin de siècle y japonesas, e ideas de Gran Bretaña". En la "Sala sueca" en la que convirtió el cuarto de dibujo que no se utilizaba, quitó las cortinas y colocó muebles junto a las paredes alrededor de una plataforma elevada, creando una sala dentro de la sala que se hizo muy popular entre los miembros de la familia, tal como se observa en las pinturas de Carl, con un sofá en una esquina para la siesta, tal y como se muestra en Lathörnet (Rincón perezoso). Sus diseños de textiles y colores también eran novedosos: "De naturaleza premoderna, mostraban un nuevo estilo abstracto en tapicería. Sus atrevidas composiciones utilizaban colores vivos; en sus bordados a menudo representa plantas estilizadas. Reinterpretó motivos japoneses en blanco y negrosobre tela".
Karin murió el 18 de febrero de 1928 y fue sepultada en el cementerio de Sundborn junto a su esposo.
En 1997, el Victoria and Albert Museum de Londres presentó sus diseños de interiores en la exhibición de Carl Larsson.
En 2009, sus diseños fueron objeto de una exposición en Sundborn.
En 2018 se expusieron textiles confeccionados por Karin y pinturas de su casa realizados por Carl en la exposición Carl Larsson y su hogar: Arte en el estilo de vida sueco en el Museo de Arte Seiji Togo Memorial Sompo Japan Nipponkoa.

## En la literatura
Karin Bergöö sirvió de inspiración a Katherine Ashenburg en su novela Sofia y Cecilia (2018).